# Leopold Henčl
Leopold Henčl je bývalý český fotbalista, útočník.

## Fotbalová kariéra
V československé lize hrál za SK Prostějov. V lize nastoupil v 89 utkáních a dal 14 gólů. Ve Středoevropském poháru nastoupil ve 4 utkáních.

## Ligová bilance
| Ročník              | Zápasy | Góly | Klub         |
| ------------------- | ------ | ---- | ------------ |
| Státní liga 1934/35 | 22     | 2    | SK Prostějov |
| Státní liga 1935/36 | 24     | 6    | SK Prostějov |
| Státní liga 1936/37 | 22     | 4    | SK Prostějov |
| Státní liga 1937/38 | 21     | 2    | SK Prostějov |
| CELKEM              | 89     | 14   |              |